# Yalí
Yalí là một khu tự quản thuộc tỉnh Antioquia, Colombia. Thủ phủ của khu tự quản Yalí đóng tại Yalí Khu tự quản Yalí có diện tích 477 ki lô mét vuông. Đến thời điểm ngày 28 tháng 5 năm 2005, khu tự quản Yalí có dân số 7601 người.